# نعيم جوزيف داوود
نعيم جوزيف داوود (و. 1927 م) هو مترجم اشتهر بترجمته للقرآن.
ولد في بغداد لأسرة عراقية يهودية وهاجر واستقر في إنكلترا سنة 1945 م. درس في جامعة لندن.
نشرت ترجمته للقرآن سنة 1956 م، كما ترجم اجزاء من كتاب ألف ليلة وليلة ومقدمة ابن خلدون.